# Nisnita
La nisnita és un mineral de la classe dels elements natius. Rep el nom per la seva composició química, compon de níquel (Ni) i estany (Sn).

## Característiques
La nisnita és un aliatge mineral de fórmula química Ni₃Sn. Va ser aprovada com a espècie vàlida per l'Associació Mineralògica Internacional l'any 2010. Cristal·litza en el sistema isomètric. És isostructural amb l'auricuprur. Químicament és similar al UM1989-12-E:NiSn, un sulfur que encara no està aprovat per l'IMA.

## Formació i jaciments
Va ser descoberta a la mina Jeffrey, també coneguda com a "Mina Johns-Manville", situada a la localitat d'Asbestos, al municipi regional de comtat de Les Sources, a Estrie (Quebec, Canadà). També ha estat descrita a la formació Uncía, a la reserva d'Incachaca (La Paz, Bolívia). Aquests dos indrets són els únics de tot el planeta on ha estat descrita aquesta espècie mineral, tot i que també podria haver-se trobat als dipòsits al·luvials de Durance, al municipi Peyrolles-en-Provence (Provença - Alps - Costa Blava, França).